# Швеція на зимових Паралімпійських іграх 2014
Швеція на XI зимових Паралімпійських іграх, які проходили у 2014 році у російському Сочі, була представлена 22 спортсменами у всіх видах спорту. Прапороносцем на церемоніях відкриття та закриття Паралімпійських ігор був керлінгіст Ялле Лунгнель. Шведські атлети завоювали 4 медалі, з них 1 золоту, 2 срібні та 1 бронзову. Збірна Швеції зайняла неофіційне 11 загальнокомандне залікове місце.

## Медалісти
| Медаль | Призери                                            | Вид спорту     | Дисципліна                                        |
| ------ | -------------------------------------------------- | -------------- | ------------------------------------------------- |
| Золото | Гелен Ріпа                                         | Лижні перегони | 15 км, класичним стилем, стоячи (жінки)           |
| Срібло | Себастьян Модін ведучий: Альбін Аккерот            | Лижні перегони | спринт, 1 км, з вадами зору (чоловіки)            |
| Срібло | Себастьян Модін ведучий: Альбін Аккерот Гелен Ріпа | Лижні перегони | змішана естафета                                  |
| Бронза | Себастьян Модін ведучий: Альбін Аккерот            | Лижні перегони | 20 км, класичним стилем, з вадами зору (чоловіки) |

## Біатлон
Чоловіки
| Спортсмен                              | Дисципліна            | Час     | Промахи | Місце |
| -------------------------------------- | --------------------- | ------- | ------- | ----- |
| Себастьян Модін ведучий: Альбін Акерот | 7,5 км, з вадами зору | 22:18.1 | 0+2     | 8     |

## Гірськолижний спорт
Жінки
| Спортсмен           | Дисципліна                 | Спуск 1 | Спуск 1 | Спуск 2 | Спуск 2 | Разом   | Разом |
| Спортсмен           | Дисципліна                 | Час     | Місце   | Час     | Місце   | Час     | Місце |
| ------------------- | -------------------------- | ------- | ------- | ------- | ------- | ------- | ----- |
| Ліннея Оттосон Ейде | слалом, сидячи             | DNF     | DNF     | DNF     | DNF     | DNF     | DNF   |
| Ліннея Оттосон Ейде | гігантський слалом, сидячи | 2:13.10 | 12      | 1:52.19 | 11      | 4:05.29 | 11    |

## Керлінг на візках
Склад команди
| Скіп         | Третій       | Другий        | Провідний         | Запасний     |
| ------------ | ------------ | ------------- | ----------------- | ------------ |
| Ялле Юнгнель | Гленн Іконен | Патрік Каллін | Крістіна Улландер | Сандра Реппе |

### Круговий турнір
| Місце | Команда         | В | П | КЗ | КП | ВЕ | ПЕ | ВкЕ | ККД |
| ----- | --------------- | - | - | -- | -- | -- | -- | --- | --- |
| 1     | Канада          | 4 | 1 | 31 | 21 | 0  | 0  | 10  | 51  |
| 2     | Росія           | 4 | 1 | 29 | 23 | 0  | 0  | 8   | 56  |
| 3     | Велика Британія | 3 | 1 | 29 | 16 | 0  | 0  | 12  | 55  |
| 4     | Словаччина      | 3 | 1 | 25 | 25 | 0  | 0  | 5   | 48  |
| 5     | Китай           | 3 | 2 | 33 | 22 | 0  | 0  | 9   | 57  |
| 6     | Норвегія        | 3 | 2 | 32 | 27 | 22 | 15 | 10  | 57  |
| 7     | Південна Корея  | 1 | 3 | 20 | 41 | 12 | 21 | 5   | 52  |
| 8     | Швеція          | 1 | 4 | 19 | 27 | 0  | 0  | 4   | 49  |
| 9     | США             | 1 | 4 | 24 | 33 | 0  | 0  | 2   | 46  |
| 10    | Фінляндія       | 0 | 4 | 22 | 31 | 0  | 0  | 3   | 45  |

Зіграні поєдинки
2 сесія
| Команда   | 1 | 2 | 3 | 4 | 5 | 6 | 7 | 8 | Загалом |
| Швеція    | 0 | 3 | 1 | 0 | 1 | 1 | 1 | 0 | 7       |
| Фінляндія | 3 | 0 | 0 | 2 | 0 | 0 | 0 | 1 | 6       |

3 сесія
| Команда         | 1 | 2 | 3 | 4 | 5 | 6 | 7 | 8 | Загалом |
| Швеція          | 0 | 0 | 1 | 0 | 3 | 0 | 0 | 0 | 4       |
| Велика Британія | 1 | 0 | 0 | 1 | 0 | 2 | 1 | 1 | 6       |

4 сесія
| Команда | 1 | 2 | 3 | 4 | 5 | 6 | 7 | 8 | Загалом |
| Канада  | 1 | 0 | 1 | 1 | 2 | 0 | 1 | 1 | 7       |
| Швеція  | 0 | 2 | 0 | 0 | 0 | 2 | 0 | 0 | 4       |

5 сесія
| Команда | 1 | 2 | 3 | 4 | 5 | 6 | 7 | 8 | Загалом |
| Китай   | 2 | 2 | 0 | 3 | 1 | 0 | 0 | X | 8       |
| Швеція  | 0 | 0 | 1 | 0 | 0 | 2 | 1 | X | 4       |

7 сесія
| Команда | 1 | 2 | 3 | 4 | 5 | 6 | 7 | 8 | Загалом |
| Росія   | 0 | 1 | 2 | 0 | 0 | 4 | 0 | X | 7       |
| Швеція  | 1 | 0 | 0 | 1 | 1 | 0 | 1 | X | 4       |

8 сесія
| Команда    | 1 | 2 | 3 | 4 | 5 | 6 | 7 | 8 | Загалом |
| Швеція     | 2 | 2 | 0 | 0 | 1 | 0 | 4 | X | 9       |
| Словаччина | 0 | 0 | 1 | 1 | 0 | 1 | 0 | X | 3       |

10 сесія
| Команда | 1 | 2 | 3 | 4 | 5 | 6 | 7 | 8 | Загалом |
| Швеція  | 0 | 2 | 0 | 0 | 0 | 1 | 0 | X | 3       |
| США     | 1 | 0 | 1 | 3 | 3 | 0 | 1 | X | 8       |

11 сесія
| Команда  | 1 | 2 | 3 | 4 | 5 | 6 | 7 | 8 | Загалом |
| Швеція   | 2 | 1 | 1 | 2 | 3 | 0 | 2 | X | 11      |
| Норвегія | 0 | 0 | 0 | 0 | 0 | 1 | 0 | X | 1       |

12 сесія
| Команда        | 1 | 2 | 3 | 4 | 5 | 6 | 7 | 8 | Загалом |
| Південна Корея | 0 | 1 | 0 | 0 | 0 | 2 | 0 | X | 3       |
| Швеція         | 3 | 0 | 5 | 1 | 2 | 0 | 2 | X | 13      |

## Лижні перегони
Чоловіки
| Спортсмен                              | Дисципліна          | Фінал   | Фінал | Фінал |
| Спортсмен                              | Дисципліна          | Час     | Місце |       |
| -------------------------------------- | ------------------- | ------- | ----- | ----- |
| Себастьян Модін ведучий: Альбін Акерот | 10 км з вадами зору | 25:16.5 | 6     |       |
| Себастьян Модін ведучий: Альбін Акерот | 20 км з вадами зору | 56:34.9 | 3     |       |

Жінки
| Спортсмен  | Дисципліна    | Фінал   | Фінал | Фінал |
| Спортсмен  | Дисципліна    | Час     | Місце |       |
| ---------- | ------------- | ------- | ----- | ----- |
| Гелен Ріпа | 5 км, стоячи  | 16:24.5 | 15    |       |
| Гелен Ріпа | 15 км, стоячи | 49:49.2 | 1     |       |

Естафета
| Спортсмени                                        | Дисципліна                  | Фінал   | Фінал |
| Спортсмени                                        | Дисципліна                  | Час     | Місце |
| ------------------------------------------------- | --------------------------- | ------- | ----- |
| Гелен Ріпа Себастьян Модін ведучий: Альбін Акерот | змішана естафета 4 x 2,5 км | 27:44.3 | 2     |

Спринт
| Спортсмен       | Дисципліна                             | Кваліфікація | Кваліфікація | Чвертьфінал | Чвертьфінал | Півфінал   | Півфінал   | Фінал      | Фінал      |
| Спортсмен       | Дисципліна                             | Час          | Місце        | Час         | Місце       | Час        | Місце      | Час        | Місце      |
| --------------- | -------------------------------------- | ------------ | ------------ | ----------- | ----------- | ---------- | ---------- | ---------- | ---------- |
| Себастьян Модін | 1 км, спринт, з вадами зору (чоловіки) | 3:37.04      | 3 Q          | Н/Д         | Н/Д         | 4:11.6     | 1 Q        | 4:01.4     | 2          |
| Гелен Ріпа      | 1 км, спринт, стоячи (жінки)           | 5:50.15      | 15           | не пройшла  | не пройшла  | не пройшла | не пройшла | не пройшла | не пройшла |

## Следж-хокей

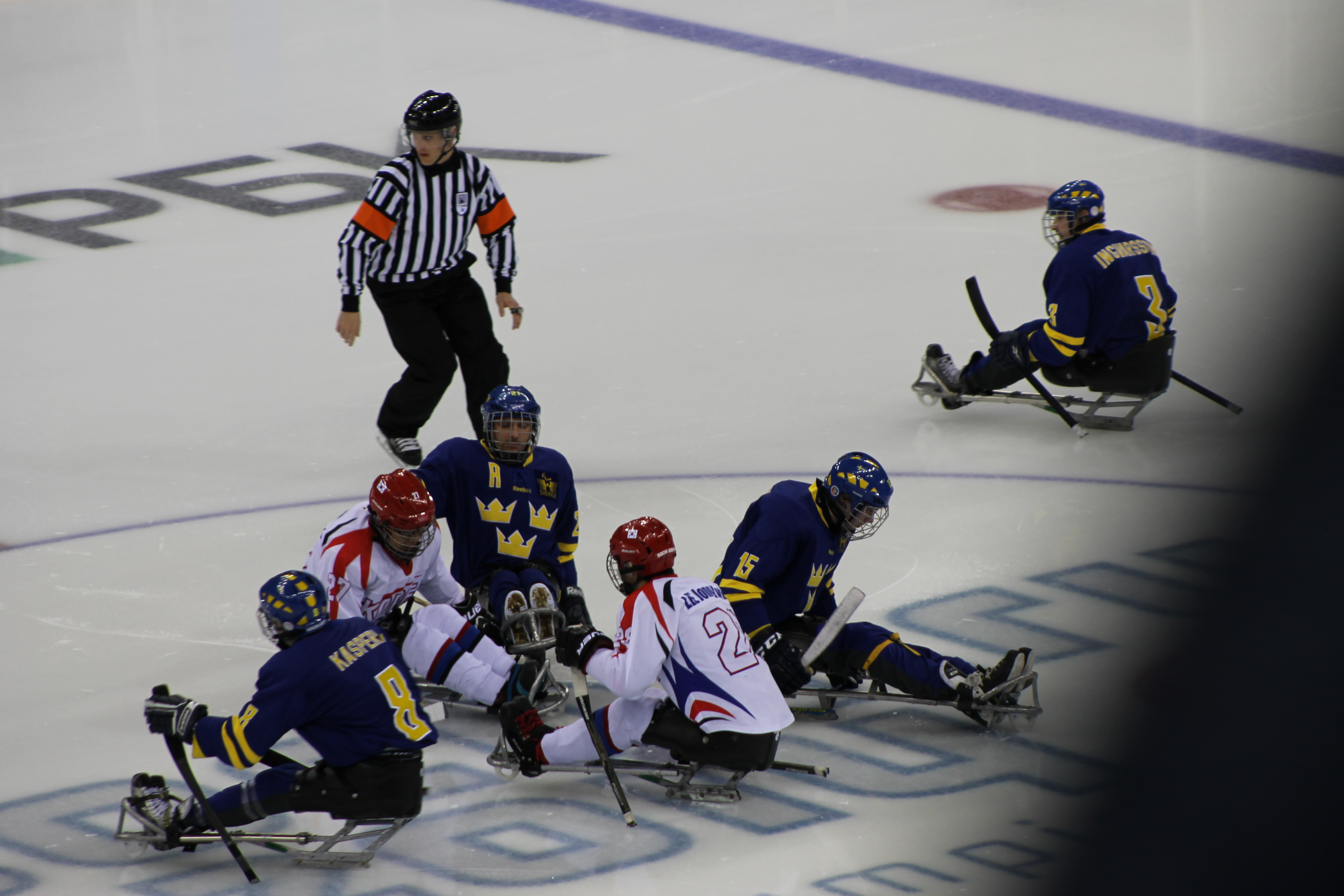
Поєдинок Швеції проти Південної Кореї

Команда: Ульф Нільсон, Кент Йонссон, Ніклас Інгварсон, Расмус Лундгрен, Маркус Гольм, Христіан Гедберг, Пер Каспері, Петер Ояла, Ніклас Ракос, Стефан Олссон, Гуннар Фром

### Круговий раунд
Турнірна таблиця
| Команда  | І | В | ВО | ПО | П | ЗШ | ПШ | ±Ш  | О |
| -------- | - | - | -- | -- | - | -- | -- | --- | - |
| Канада   | 3 | 3 | 0  | 0  | 0 | 15 | 1  | +14 | 6 |
| Норвегія | 3 | 1 | 1  | 0  | 1 | 4  | 5  | −1  | 5 |
| Чехія    | 3 | 0 | 1  | 1  | 1 | 3  | 3  | 0   | 3 |
| Швеція   | 3 | 0 | 0  | 1  | 2 | 2  | 14 | −12 | 1 |

Зіграні поєдинки
1 тур
| 8 березня 2014 13:00 (MSK) | Канада | 10:1 (4:0, 3:0, 3:1) | Швеція | Льодова арена «Шайба», Сочі |

| Протокол | Протокол                      | Протокол                            | Протокол                                       | Протокол            |
| --- | ----------------------------- | ----------------------------------- | ---------------------------------------------- | ------------------- |
| | Бенуа Сен-Аман (0:01 — 45:00) | Голкіпери                           | Нільсон (0:01 — 30:00), Йонсон (30:01 — 45:00) | Арбітр: Петер Гегле |
| Біллі Бріджес (Дерек Вітсон) — 1:03 Бен Делані (Ентоні Гейл, Грем Мюррей) — 6:42 Гейл (Макгрегор) — 12:30 Ларок (Адам Діксон, Ремпел) — 13:03 Діксон (Вестлейк, Доріон) — 26:47 Мюррей (Гейл) — 27:40 Вестлейк (Діксон; біл.) — 29:45 Діксон (Ремпел, Бовден; біл.) — 40:12 Ларок (Ремпел) — 40:32 Гейл (Вітсон) — 41:30 |                               | 35:22 — Каспері (Ракос, Інгварссон) |                                                | Арбітр: Петер Гегле |
| |                               |                                     |                                                | Арбітр: Петер Гегле |
| 31 (11+11+9) | Кидки                         | 5 (1+2+2)                           |                                                | Арбітр: Петер Гегле |

2 тур
| 9 березня 2014 9:30 (MSK) | Чехія | 2:1 (бул.) (0:0, 0:0, 1:1, 0:0, 1:0) | Швеція | Льодова арена «Шайба», Сочі |

| Протокол                              | Протокол               | Протокол                | Протокол                | Протокол              |
| ------------------------------------- | ---------------------- | ----------------------- | ----------------------- | --------------------- |
|                                       | Вапенка (0:01 — 50:00) | Голкіпери               | Нільссон (0:01 — 50:00) | Арбітр: Ігор Самойлов |
| Палат — 36:12 50:00 — Крупіцка (бул.) |                        | 40:39 — Гольм (Каспері) |                         | Арбітр: Ігор Самойлов |
|                                       |                        |                         |                         | Арбітр: Ігор Самойлов |
| 22 (5+8+6+2+1)                        | Кидки                  | 9 (4+3+2+0+0)           |                         | Арбітр: Ігор Самойлов |

3 тур
| 11 березня 2014 13:00 (MSK) | Норвегія | 2:0 (0:0, 1:0, 1:0) | Швеція | Льодова арена «Шайба», Сочі |

| Протокол                                                    | Протокол                                                 | Протокол  | Протокол                | Протокол         |
| ----------------------------------------------------------- | -------------------------------------------------------- | --------- | ----------------------- | ---------------- |
|                                                             | Буен (0:01 — 27:04, 29:12 — 45:00) Гамар (27:05 — 29:11) | Голкіпери | Нільссон (0:01 — 45:00) | Арбітр: Ян Ванек |
| Богле (Йогансен) — 20:40 Бакке (Педерсен, Йогансен) — 34:35 |                                                          |           |                         | Арбітр: Ян Ванек |
|                                                             |                                                          |           |                         | Арбітр: Ян Ванек |
| 11 (4+3+4)                                                  | Кидки                                                    | 7 (2+2+3) |                         | Арбітр: Ян Ванек |

### Поєдинок за 5-8 місця
| 12 березня 2014 | Італія | 3–2 (OT) (0–1,0–1,2–0,1–0) | Швеція | Льодова арена «Шайба», Сочі |

|                                                      |  |                                 |  | Арбітр: Дерек Беркебіль |
| Джанлуїджі (33:00) Леперді (42:45) Кавальєре (50:28) |  | Каспері (13:58) Каспері (29:00) |  |                         |
|                                                      |  |                                 |  |                         |
|                                                      |  |                                 |  |                         |

### Поєдинок за 7 місце
| 14 березня 2014 | Південна Корея | 2–0 (1–0, 1–0, 0–0) | Швеція | Льодова арена «Шайба», Сочі |

|                                        |  |  |  |  |
| Ян Дон-Шін (10:06) Юн Сон-гван (18:16) |  |  |  |  |
|                                        |  |  |  |  |
|                                        |  |  |  |  |